# María Xiao
María Xiao Yao, née le 19 mai 1994 à Calella, est une pongiste espagnole.

## Biographie
María Xiao est née à Calella de parents chinois qui étaient eux-mêmes joueurs de tennis de table professionnels et qui avaient émigré de Chine vers l'Espagne pour chercher de meilleures opportunités dans ce sport.
Elle a participé aux Jeux olympiques de 2012 en tant que joueur de réserve du Portugal.

## Palmarès

### Championnats d'Europe
- Championnats d'Europe 2022 à Munich
  - Double dames :  Médaille de bronze
- Championnats d'Europe 2024 à Linz
  - Double mixte :  Médaille d'or avec Álvaro Robles
  - Simple dames :   Médaille de bronze

### Jeux méditerranéens
- Jeux méditerranéens de 2018 à Tarragone ( Espagne) :
  -  médaille d'or en équipes femmes
- Jeux méditerranéens de 2023 à Oran ( Algérie) :
  -  médaille d'or en simple dames